# Lista zawodowych mistrzów świata wagi superśredniej w boksie
Waga superśrednia została wprowadzona w roku 1984 przez IBF, a następnie przyjęta przez WBA (1987), WBO (1988) i WBC (1988). Jej limit wynosi 168 funtów (76,2 kg).
Pierwszym mistrzem świata był od roku 1984 Brytyjczyk Murray Sutherland. Każda z organizacji boksu zawodowego uznaje swoich mistrzów świata i prowadzi własne listy bokserów ubiegających się o tytuł. Poniżej zestawiono mistrzów świata czterech podstawowych organizacji boksu zawodowego:
- World Boxing Association (WBA) powstała w roku 1962 na bazie istniejącej od 1921 roku National Boxing Association (NBA),
- World Boxing Council (WBC) założona w roku 1963,
- International Boxing Federation (IBF) założona w 1983,
- World Boxing Organization (WBO) założona w roku 1988.

| Zdobycie tytułu | Utrata tytułu        | Mistrz               | Mistrz            | Organizacja          | Obrona tytułu |
| --- | -------------------- | -------------------- | ----------------- | -------------------- | ------------- |
| 28 marca 1984 | 22 lipca 1984        | Murray Sutherland    | Wielka Brytania   | IBF                  | 0             |
| Sutherland został inauguracyjnym mistrzem IBF zwyciężając na punkty Erniego Singletaryego. |                      |                      |                   |                      |               |
| 22 lipca 1984 | 6 grudnia 1987       | Park Chong-pal       | Korea Południowa  | IBF                  | 8             |
| Park zrezygnował z tytułu IBF zostając inauguracyjnym mistrzem WBA. |                      |                      |                   |                      |               |
| 6 grudnia 1987 | 23 maja 1988         | Park Chong-pal       | Korea Południowa  | WBA                  | 1             |
| Park został inauguracyjnym mistrzem WBA po zwycięstwie nad Jesusem Gallardo przez TKO w 2r. |                      |                      |                   |                      |               |
| 11 marca 1988 | 1989                 | Graciano Rocchigiani | Niemcy            | IBF                  | 3             |
| Rocchigiani zdobył wakujący tytuł IBF zwyciężając Vincenta Boulware przez TKO w 8r. Zwakował tytuł przechodząc do wyższej kategorii. |                      |                      |                   |                      |               |
| 23 maja 1988 | 28 maja 1989         | Fulgencio Obelmejias | Wenezuela         | WBA                  | 0             |
| 4 listopada 1988 | 28 kwietnia 1990     | Thomas Hearns        | Stany Zjednoczone | WBO                  | 2             |
| Hearns został inauguracyjnym mistrzem WBO po pokonaniu na punkty Jamesa Kinchena. Zwakował tytuł przechodząc do wyższej kategorii po zwycięskiej obronie z Michaelem Olajide.                                                           |                      |                      |                   |                      |               |
| 7 listopada 1988 | 1990                 | Sugar Ray Leonard    | Stany Zjednoczone | WBC                  | 2             |
| Leonard został inauguracyjnym mistrzem WBC po zwycięstwie nad Dannym Lalonde przez TKO w 9r. Zrezygnował z tytułu. |                      |                      |                   |                      |               |
| 28 maja 1989 | 30 marca 1990        | Baek In-chul         | Korea Południowa  | WBA                  | 2             |
| 27 stycznia 1990 | 18 maja 1991         | Lindell Holmes       | Stany Zjednoczone | IBF                  | 3             |
| 30 marca 1990 | 5 kwietnia 1991      | Christophe Tiozzo    | Francja           | WBA                  | 2             |
| 21 września 1991 | 18 marca 1995        | Chris Eubank         | Wielka Brytania   | WBO                  | 14            |
| 15 grudnia 1990 | 3 października 1992  | Mauro Galvano        | Włochy            | WBC                  | 2             |
| 5 kwietnia 1991 | 12 września 1992     | Víctor Córdoba       | Panama            | WBA                  | 1             |
| 18 maja 1991 | 10 stycznia 1992     | Darrin Van Horn      | Stany Zjednoczone | IBF                  | 1             |
| 10 stycznia 1992 | 13 lutego 1993       | Iran Barkley         | Stany Zjednoczone | IBF                  | 0             |
| 12 września 1992 | 26 lutego 1994       | Michael Nunn         | Stany Zjednoczone | WBA                  | 4             |
| 3 października 1992 | 2 marca 1996         | Nigel Benn           | Wielka Brytania   | WBC                  | 9             |
| 13 lutego 1993 | 18 listopada 1994    | James Toney          | Stany Zjednoczone | IBF                  | 3             |
| 26 lutego 1994 | 12 sierpnia 1994     | Steve Little         | Stany Zjednoczone | WBA                  | 0             |
| 12 sierpnia 1994 | 12 czerwca 1999      | Frankie Liles        | Stany Zjednoczone | WBA                  | 7             |
| 18 listopada 1994 | 22 listopada 1996    | Roy Jones Jr.        | Stany Zjednoczone | IBF                  | 5             |
| Roy Jones Jr. pozostawił wakujący tytuł IBF zostając tymczasowym mistrzem WBC w wadze półciężkiej. |                      |                      |                   |                      |               |
| 18 marca 1995 | 5 lipca 1997         | Steve Collins        | Irlandia          | WBO                  | 7             |
| Collins pozostawił wakujący tytuł ogłaszając zakończenie kariery po zwycięskiej obronie tytułu z Craigem Cummingsem przez TKO w 3r. |                      |                      |                   |                      |               |
| 2 marca 1996 | 6 lipca 1996         | Thulani Malinga      | Południowa Afryka | WBC                  | 0             |
| 6 lipca 1996 | 12 października 1996 | Vincenzo Nardiello   | Włochy            | WBC                  | 0             |
| 12 października 1996 | 19 grudnia 1997      | Robin Reid           | Wielka Brytania   | WBC                  | 3             |
| 21 czerwca 1997 | 24 października 1998 | Charles Brewer       | Stany Zjednoczone | IBF                  | 3             |
| 11 października 1997 | 4 marca 2006         | Joe Calzaghe         | Wielka Brytania   | WBO                  | 21            |
| 19 grudnia 1997 | 27 marca 1998        | Thulani Malinga      | Południowa Afryka | WBC                  | 0             |
| 27 marca 1998 | 23 października 1999 | Richie Woodhall      | Wielka Brytania   | WBC                  | 2             |
| 24 października 1998 | 15 marca 2003        | Sven Ottke           | Niemcy            | IBF                  | 17            |
| 12 czerwca 1999 | 8 kwietnia 2000      | Byron Mitchell       | Stany Zjednoczone | WBA                  | 1             |
| 23 października 1999 | 6 maja 2000          | Markus Beyer         | Niemcy            | WBC                  | 1             |
| 8 kwietnia 2000 | 2000                 | Bruno Girard         | Francja           | WBA                  | 1             |
| Girard został pozbawiony tytułu WBA za odmowę walki rewanżowej z Mannym Siacą i przejście do wagi półciężkiej. |                      |                      |                   |                      |               |
| 6 maja 2000 | 1 września 2000      | Glenn Catley         | Wielka Brytania   | WBC                  | 0             |
| 1 września 2000 | 15 grudnia 2000      | Dingaan Thobela      | Południowa Afryka | WBC                  | 0             |
| 15 grudnia 2000 | maj 2001             | Dave Hilton Jr.      | Kanada            | WBC                  | 0             |
| Hilton został pozbawiony tytułu po skazaniu na siedem lat więzienia. |                      |                      |                   |                      |               |
| 3 marca 2001 | 15 marca 2003        | Byron Mitchell       | Stany Zjednoczone | WBA                  | 2             |
| 10 lipca 2001 | 5 kwietnia 2003      | Eric Lucas           | Kanada            | WBC                  | 3             |
| 15 marca 2003 | 27 marca 2004        | Sven Ottke           | Niemcy            | WBA i IBF            | 4             |
| Ottke pozostawił wakujące tytuły ogłaszając jako niepokonany zakończenie kariery. |                      |                      |                   |                      |               |
| 5 kwietnia 2003 | 5 czerwca 2004       | Markus Beyer         | Niemcy            | WBC                  | 2             |
| 5 maja 2004 | 12 listopada 2004    | Manny Siaca          | Portoryko         | WBA                  | 0             |
| 5 czerwca 2004 | 9 października 2004  | Cristian Sanavia     | Włochy            | WBC                  | 0             |
| 2 października 2004 | 4 marca 2006         | Jeff Lacy            | Stany Zjednoczone | IBF                  | 4             |
| 9 października 2004 | 14 października 2006 | Markus Beyer         | Niemcy            | WBC                  | 5             |
| 12 listopada 2004 | 14 października 2006 | Mikkel Kessler       | Dania             | WBA                  | 4             |
| 4 marca 2006 | 27 listopada 2006    | Joe Calzaghe         | Wielka Brytania   | IBF i WBO            | 1             |
| Calzaghe zrezygnował z tytułu IBF preferując obronę tytułu WBO z Peterem Manfredo zamiast z oficjalnym pretendentem IBF Robertem Stieglitzem.                                                                                           |                      |                      |                   |                      |               |
| 14 października 2006 | 3 listopada 2007     | Mikkel Kessler       | Dania             | WBA Super i WBC      | 1             |
| 27 listopada 2006 | 3 listopada 2007     | Joe Calzaghe         | Wielka Brytania   | WBO                  | 2             |
| 3 marca 2007 | 19 października 2007 | Alejandro Berrio     | Kolumbia          | IBF                  | 0             |
| 19 października 2007 | 26 czerwca 2012      | Lucian Bute          | Kanada            | IBF                  | 9             |
| 3 listopada 2007 | 2008                 | Joe Calzaghe         | Wielka Brytania   | WBA Super, WBC i WBO | 0             |
| Calzaghe pozostawił wakujące tytuły przechodząc do kategorii półciężkiej. |                      |                      |                   |                      |               |
| 21 czerwca 2008 | 21 listopada 2009    | Mikkel Kessler       | Dania             | WBA                  | 2             |
| Kessler zdobył wakujący tytuł WBA zwyciężając Dimitri Sartisona przez KO w 12r. |                      |                      |                   |                      |               |
| 27 września 2008 | 10 stycznia 2009     | Denis Inkin          | Rosja             | WBO                  | 0             |
| Inkin zdobył wakujący tytuł WBO wygrywając z Fulgencio Zunigą. |                      |                      |                   |                      |               |
| 6 grudnia 2008 | 24 kwietnia 2010     | Carl Froch           | Wielka Brytania   | WBC                  | 2             |
| 10 stycznia 2009 | 22 sierpnia 2009     | Károly Balzsay       | Węgry             | WBO                  | 1             |
| 22 sierpnia 2009 | 25 sierpnia 2012     | Robert Stieglitz     | Niemcy            | WBO                  | 6             |
| 21 listopada 2009 | 17 grudnia 2011      | Andre Ward           | Stany Zjednoczone | WBA Super            | 4             |
| 21 listopada 2009 | lipiec 2011          | Dimitri Sartison     | Niemcy            | WBA                  | 1             |
| Sartison zdobył wakujący po awansie Kesslera na super mistrza tytuł regularny zwyciężając przez TKO w 6r Stjepana Božiča. Zwakował tytuł z powodu poważnej kontuzji kolana.                                                             |                      |                      |                   |                      |               |
| 24 kwietnia 2010 | 2010                 | Mikkel Kessler       | Dania             | WBC                  | 0             |
| Kessler pozostawił wakujący tytuł WBC ze względu na poważną kontuzję oka. |                      |                      |                   |                      |               |
| 27 listopada 2010 | 17 grudnia 2011      | Carl Froch           | Wielka Brytania   | WBC                  | 1             |
| Froch zdobył wakujący tytuł WBC wygrywając z Arthurem Abrahamem. |                      |                      |                   |                      |               |
| 26 sierpnia 2011 | październik 2012     | Károly Balzsay       | Węgry             | WBA                  | 1             |
| Balzsay zdobył wakujący tytuł WBA zwyciężając Stanisława Kasztanowa (Ukraina) niejednogłośnie na punkty. Został pozbawiony tytułu nie mogąc, ze względu na przewlekłą kontuzję, zmierzyć się z obowiązkowym pretendentem Brianem Magee. |                      |                      |                   |                      |               |
| 17 grudnia 2011 | kwiecień 2013        | Andre Ward           | Stany Zjednoczone | WBA Super i WBC      | 1             |
| Ward został pozbawiony tytułu WBC. |                      |                      |                   |                      |               |
| 26 czerwca 2012 | 25 maja 2013         | Carl Froch           | Wielka Brytania   | IBF                  | 2             |
| Froch 25 maja 2013 pokonał Mikkela Kesslera i połączył tytuły mistrza świata federacji IBF i WBA. |                      |                      |                   |                      |               |
| 25 sierpnia 2012 | 23 marca 2013        | Arthur Abraham       | Niemcy            | WBO                  | 1             |
| październik 2012 | 8 grudnia 2012       | Brian Magee          | Wielka Brytania   | WBA                  | 0             |
| Magee 30 lipca 2011 pokonał jednogłośnie na punkty Jaime Barbozę z Kostaryki i został tymczasowym mistrzem WBA. Po pozbawieniu tytułu Károlya Balzsaya został awansowany na mistrza regularnego.                                        |                      |                      |                   |                      |               |
| 8 grudnia 2012 | 25 maja 2013         | Mikkel Kessler       | Dania             | WBA                  | 0             |
| 23 marca 2013 | 1 marca 2014         | Robert Stieglitz     | Niemcy            | WBO                  | 2             |
| kwiecień 2013 | Nadal                | Andre Ward           | Stany Zjednoczone | WBA Super            | 1             |
| 25 maja 2013 | 3 lutego 2015        | Carl Froch           | Wielka Brytania   | WBA i IBF            | 2             |
| Froch 3 lutego 2015 zrezygnował z tytułu mistrza świata federacji IBF. |                      |                      |                   |                      |               |
| 22 czerwca 2013 | 16 sierpnia 2014     | Sakio Bika           | Australia         | WBC                  | 1             |
| Bika zdobył wakujący tytuł zwyciężając Mario Antonio Peribana (Meksyk). |                      |                      |                   |                      |               |
| 1 marca 2014 | Nadal                | Arthur Abraham       | Niemcy            | WBO                  | 4             |
| 16 sierpnia 2014 | 24 kwietnia 2015     | Anthony Dirrell      | Stany Zjednoczone | WBC                  | 0             |
| 3 lutego 2015 | 5 maja 2015          | Carl Froch           | Wielka Brytania   | WBA                  | 0             |
| Froch został 6 maja 2015 pozbawiony tytułu mistrza świata WBA. |                      |                      |                   |                      |               |
| 24 kwietnia 2015 | Nadal                | Badou Jack           | Szwecja           | WBC                  | 0             |
| 9 maja 2015 | Nadal                | Fiodor Czudinow      | Rosja             | WBA                  | 0             |
| Czudinow, który od 11 grudnia 2014 był tymczasowym mistrzem WBA, został 9 maja 2015 mistrzem regularnym po pokonaniu Felixa Sturma. |                      |                      |                   |                      |               |
| 23 maja 2015 | Nadal                | James DeGale         | Wielka Brytania   | IBF                  | 0             |
| DeGale zdobył wakujący tytuł mistrzowski IBF po pokonaniu na punkty Andre Dirrella.. |                      |                      |                   |                      |               |